# Luís Pérez Companc
Luís Pérez Companc (Buenos Aires, 1972. január 2. –) argentin autóversenyző.

## Magánélete
Testvére, Pablo Pérez Companc és fia, Gregorio Pérez Companc is autóversenyző.

## Pályafutása

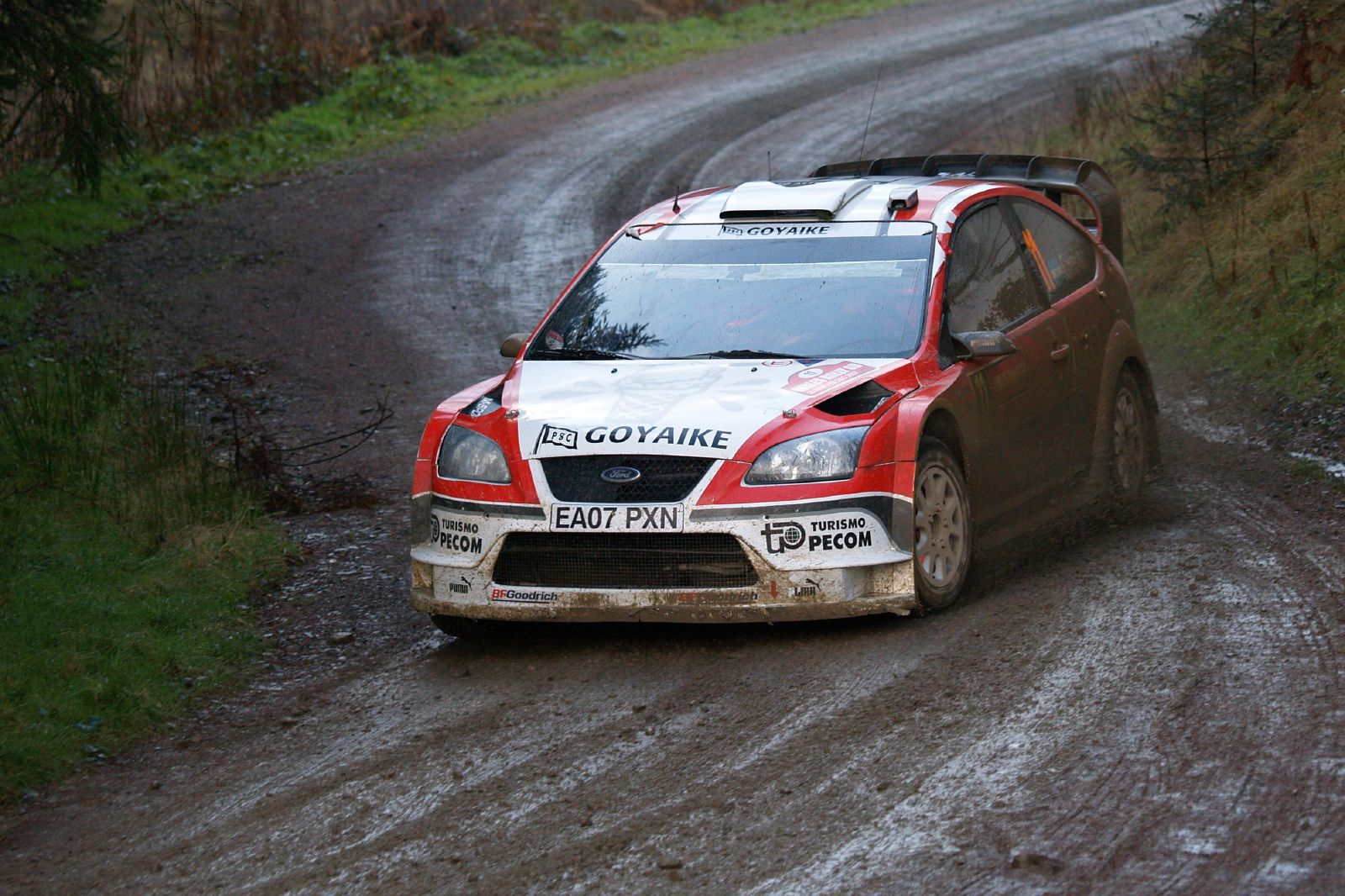
Munchi's Ford-al a 2007-es brit ralin

2001-ben, hazája versenyén debütált a rali-világbajnokság mezőnyében. 2002-ben két, majd 2003-ban egy világbajnoki versenyen indult.
2004-ben négy futamon vett részt a Bozian Racing-el. Az argentin ralin megszerezte pályafutása első világbajnoki pontjait, miután az összetett hatodik helyen ért célba.
2005-ben megnyerte az argentin ralibajnokságot, valamint a világbajnokság két futamán állt rajthoz a Ford gyári csapatával.
A 2006-os évben a Stobart Ford csapatában nyolc világbajnoki versenyen indult. Mind a nyolc raliján célbaért, ebből egyszer pontszerző helyen. 2007-ben az argentin érdekeltségü Munchi's Ford alakulatában versenyzett. Ez évben szintén egyser végzett pontot érő helyen.
A 2008-as évre Luís inkább pályaversenyeken vett részt, továbbá kétszer állt rajthoz a világbajnokságon. Utolsó raliversenye a 2008-as finn rali volt.

## Eredményei

### Teljes Rali-világbajnokság eredménysorozata
| Év   | Csapat                         | 1   | 2      | 3      | 4      | 5      | 6      | 7      | 8      | 9      | 10  | 11     | 12     | 13     | 14     | 15    | 16     | Helyezés | Pont |
| ---- | ------------------------------ | --- | ------ | ------ | ------ | ------ | ------ | ------ | ------ | ------ | --- | ------ | ------ | ------ | ------ | ----- | ------ | -------- | ---- |
| 2001 | Luis Pérez Companc             | MON | SWE    | POR    | ESP    | ARG 13 | CYP    | GRE    | KEN    | FIN    | NZL | ITA    | FRA    | AUS    | GBR    |       |        | HN       | 0    |
| 2002 | Luis Pérez Companc             | MON | SWE    | FRA    | ESP    | CYP Ki | ARG Ki | GRE    | KEN    | FIN    | GER | ITA    | NZL    | AUS    | GBR    |       |        | HN       | 0    |
| 2003 | Luis Pérez Companc             | MON | SWE    | TUR    | NZL    | ARG Ki | GRE    | CYP    | GER    | FIN    | AUS | ITA    | FRA    | ESP    | GBR    |       |        | HN       | 0    |
| 2004 | Bozian Racing                  | MON | SWE    | MEX Ki | NZL    | CYP Ki | GRE    | TUR    | ARG 6  | FIN    | GER | JPN    | GBR    | ITA Ki | FRA    | ESP   | AUS    | 23.      | 3    |
| 2005 | BP Ford World Rally Team       | MON | SWE    | MEX    | NZL Ki | ITA    | CYP    | TUR    | GRE    | ARG 14 | FIN | GER    | GBR    | JPN    | FRA    | ESP   | AUS    | HN       | 0    |
| 2006 | Stobart VK Ford Rally Team     | MON | SWE 23 | MEX 12 | ESP    | FRA    | ARG 9  | ITA 12 | GRE    | GER    | FIN | JPN 11 | CYP 14 | TUR    | AUS 22 | NZL 7 | GBR    | 26.      | 2    |
| 2007 | Munchi's Ford World Rally Team | MON | SWE 15 | NOR    | MEX 19 | POR    | ARG 28 | ITA Ki | GRE 11 | FIN 11 | GER | NZL 23 | ESP Ki | FRA    | JPN 5  | IRE   | GBR Ki | 16.      | 4    |
| 2008 | Munchi's Ford World Rally Team | MON | SWE    | MEX    | ARG Ki | JOR    | ITA    | GRE    | TUR    | FIN Ki | GER | NZL    | ESP    | FRA    | JPN    | GBR   |        | HN       | 0    |

### Le Mans-i 24 órás autóverseny
| Év   | Csapat                 | Csapattárs                      | Autó                   | Kategória | Kör | Összetett Helyezés | Kategória Helyezés |
| ---- | ---------------------- | ------------------------------- | ---------------------- | --------- | --- | ------------------ | ------------------ |
| 2009 | AF Corse               | Gianmaria Bruni Matías Russo    | Ferrari F430 GT2       | GT2       | 317 | 26.                | 6.                 |
| 2010 | AF Corse               | Mika Salo Matías Russo          | Ferrari F430 GT2       | GT2       | 0   | Nem indult         | Nem indult         |
| 2011 | PeCom Racing           | Pierre Kaffer Matías Russo      | Lola B11/40-Judd       | LMP2      | 139 | Kiesett            | Kiesett            |
| 2012 | PeCom Racing           | Pierre Kaffer Soheil Ayari      | Oreca 03-Nissan        | LMP2      | 352 | 9.                 | 3.                 |
| 2013 | PeCom Racing           | Pierre Kaffer Nicolas Minassian | Oreca 03-Nissan        | LMP2      | 325 | 10.                | 4.                 |
| 2014 | AF Corse               | Marco Cioci Mirko Venturi       | Ferrari 458 Italia GT2 | GTE Am    | 331 | 20.                | 3.                 |
| 2019 | Clearwater Racing      | Matt Griffin Matteo Cressoni    | Ferrari 488 GTE        | GTE Am    | 331 | 37.                | 7.                 |
| 2023 | Richard Mille AF Corse | Alessio Rovera Lilou Wadoux     | Ferrari 488 GTE Evo    | GTE Am    | 33  | Kiesett            | Kiesett            |